# Спэнджер, Гарри
Генри Джон «Гарри» Спэнджер (англ. Henry John "Harry" Spanger; 9 января 1873, Гранд-Рапидс — июль 1958, Сент-Питерсберг, Флорида) — американский боксёр, чемпион и серебряный призёр летних Олимпийских игр 1904.
На Играх 1904 в Сент-Луисе Спэнджер соревновался в лёгком (до 61,2 кг) и полусреднем (до 65,8 кг) весе. В первой дисциплине он стал чемпионом, выиграв все свои три боя. Во второй он прошёл в финал, но проиграл там Альберту Янгу, получив серебряную медаль.